# Konrad Beißwanger

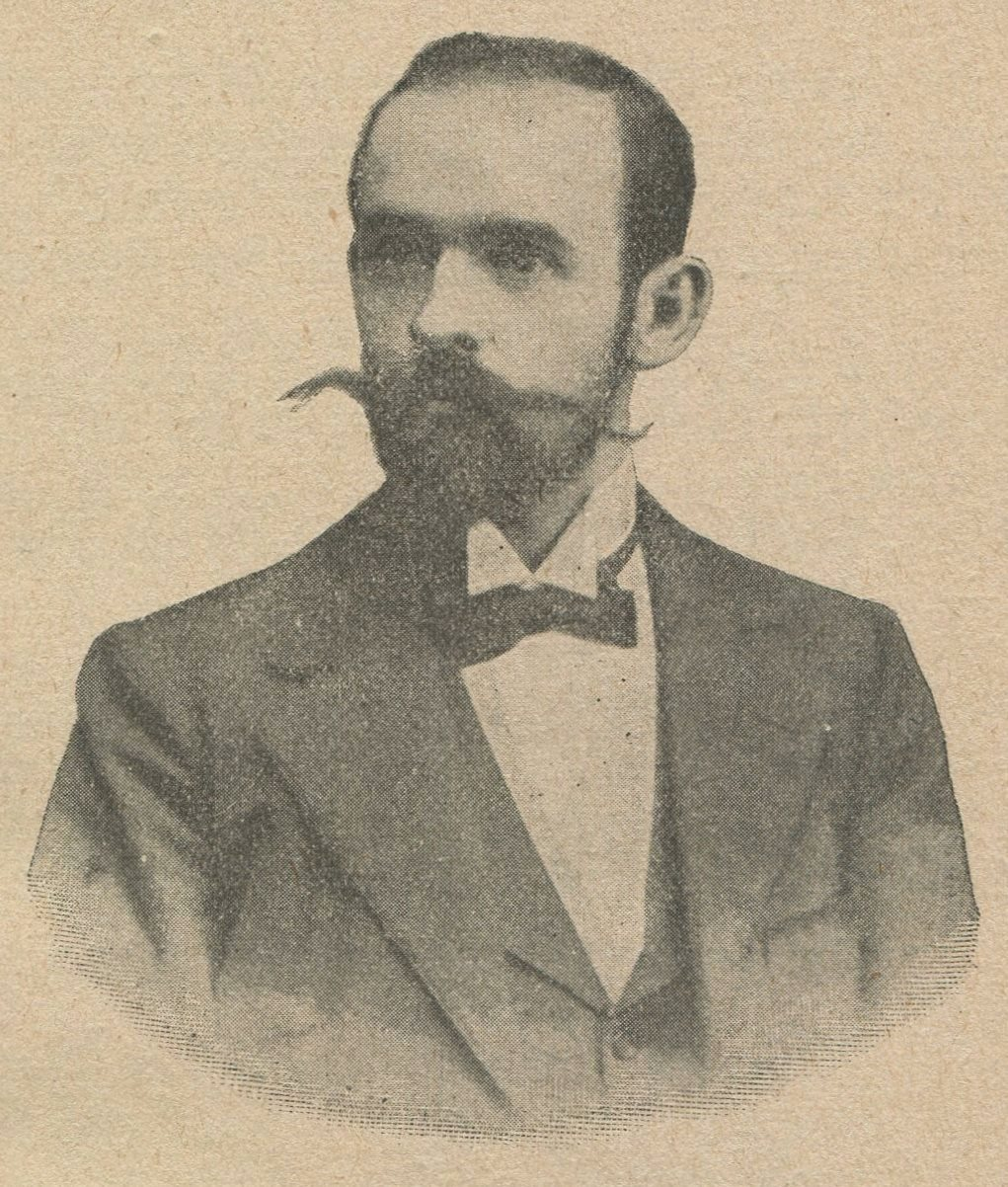
Konrad Beißwanger 1901

Ludwig Wilhelm Konrad Beißwanger (* 18. März 1869 in Oettingen; † 12. Mai 1934 in Nürnberg) war ein deutscher Autor, Buchdrucker und Politiker.

## Leben
Beißwanger erlernte das Buchdruckerhandwerk. Nach seinen pflichtmäßigen Wanderjahren, die er in Nürnberg verbrachte, stieß er zur Freireligiösen Gemeinde und zur Sozialdemokratie. Er hielt Vorträge über das Verhältnis von Religion und Arbeiterschaft, worüber er sich vorher umfangreich informierte. Seit 1895 war Beißwanger Verwaltungsleiter im Bund freier religiöser Gemeinden, in dieser Funktion war er viel in Deutschland herumgereist und mit den Problemen der freigeistigen und freidenkerischen Vereine vertraut. Im Jahr 1904 gründete er einen Verlag mit dem Namen, Literarisches Bureau Nürnberg.
Er trat mit Aufklärungsvorträgen in der Arbeiterschaft hervor und verlegte als Besitzer einer kleinen Druckerei 1905 das Freidenkerzentralorgan Der Atheist, deren Schriftleiter er auch war, ebenso veröffentlichte er die Zeitschrift für freie Weltanschauung. 1908 spaltete sich der Zentralverband proletarischer Freidenker vom Deutschen Freidenkerbund ab, Beißwanger war mit seiner Zeitschrift federführend daran beteiligt. Entsprechend avancierte Der Atheist, wegen seiner kompromisslosen Haltung, zum Organ des neuen Verbandes. Beißwanger war proletarischer Freidenker und 1912 Gründer der „Freidenker Vereinigung Nürnberg“. Er gehörte ebenfalls der Kontrollkommission des Arbeitersekretariats an.
Neben einer Sammlung von Werken der Arbeiterdichter und Studien zu natürlichen Welterklärungen, in denen er sich als Darwinist offenbarte, hinterließ er auch eine Geschichte der Freidenkerbewegung. Sein kleiner Pfaffenspiegel, eine Corvin-Adaptierung, fand von seinen Schriften die weiteste Verbreitung.
Während des Ersten Weltkriegs schloss er sich der USPD an. Als Vertreter der sozialdemokratischen Parteiopposition in Nürnberg nahm er 1917 am Gründungskongress der USPD in Gotha teil. Am 22. April 1917 rief er die USPD-Ortsgruppe unter dem Namen Sozialdemokratischer Arbeiterverein Nürnberg und Umgebung, deren Erster Vorsitzender er war, ins Leben. 1922 vereinigten sich SPD und USPD während eines Parteitags in Nürnberg. Beißwanger wurde noch 1917 verhaftet und wegen Druckens revolutionärer Flugblätter vom Reichsgericht zu Zuchthaus verurteilt. 1919 wurde er Mitglied der KPD.
Wahrscheinlich nicht ganz zu Unrecht warfen ihn Kritiker eine Verquickung von freigeistigen und geschäftlichen Interessen vor, deshalb übernahm der Verband proletarischer Freidenker 1920 den Atheist in eigener Regie. Im Anschluss arbeitete Beißwanger in anarcho-syndikalistischen Gruppen des proletarischen Freidenkertums. Bekannt ist über seine letzten Lebensjahre nur sehr wenig.

## Werke (Auswahl)
- Stimmen der Freiheit: Blüthenlese der hervorragendsten Schöpfungen unserer Arbeiter- u. Volksdichter. Nürnberg : Literarisches Bureau, Ausgaben: 1900, 1901, 1902, 1914.
- Konrad Beisswanger's populär-wissenschaftliche Vorträge. Beißwanger, Konrad, Nürnberg : Selbstverl. des Verf., 1908
- Im Lande der heiligen Seen: Reisebilder aus der Heimat der Chibcha-Indianer (Kolumbien). Nürnberg : Beisswanger, 1911
- Von der Amöbe zum Menschen: Eine Wanderung durch Jahrmillionen. Nürnberg : K. Beisswanger, Ausgaben: 1913, 1921, 1930
- Von Sieg zu Sieg! Illustrierte Kriegs-Chronik 1914; (bis 4. Sept.) Beißwanger, Konrad
- Die schwarze Pest. Nürnberg : K. Beißwanger, 1921
- Illustrierter Pfaffenspiegel: Dokumente menschlicher Dummheit. Nürnberg, K. Beißwanger, 1929
- 50 Jahre Freidenkertum. Nürnberg : Kulturverlag, 1930